# Príslop (Góry Choczańskie)

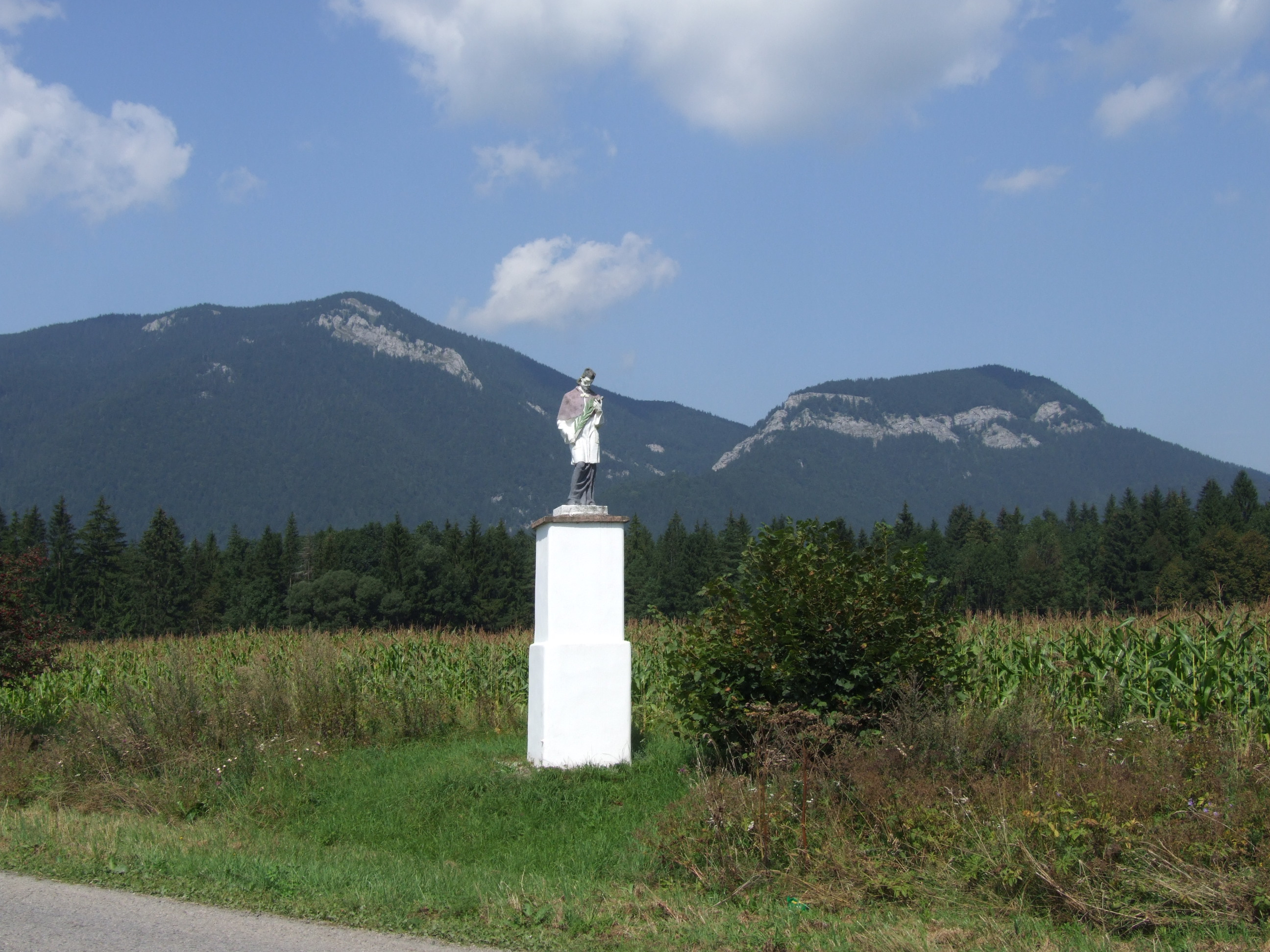
Prosieczne, Príslop i Hradkowa. Widok z Liptowskich Matiaszowców

Príslop (słow. też: Dlholúcka dolina) – głęboka dolina w Górach Choczańskich na Słowacji pomiędzy Doliną Prosiecką (po wschodniej stronie) i Doliną Kwaczańską (po zachodniej stronie). Wcina się w południowo-wschodnie stoki Grupy Prosiecznego, pomiędzy  Prosieczne (Prosečné, 1372 m) i Hradkową (Hrádková 1206 m). Opada spod  przełęczy Ostruhy (słow. Sedlo Ostruhy) oddzielającej te szczyty stromo w południowym kierunku do Kotliny Liptowskiej nad osadę Dlhá lúka (część wsi Kwaczany). Rejon doliny zbudowany jest ze skał wapiennych, w których silnie rozwinięte są zjawiska krasowe, stąd też jest to dolina sucha, woda bowiem spływa podziemnymi przepływami a dnem doliny tylko po większych ulewach. 
Dolina Príslop jest całkowicie zalesiona, ale w jej zboczach jest dużo gołych wapiennych ścian turni i skałek. W samej dolinie, idąc od dołu, wyróżniamy u wejścia w dolinę skalną bramę (słow. Brána), wyżej skalny uskok zwany Kozub, a jeszcze wyżej skalną ścianę zwaną Schody. Nie prowadzi przez nią żaden szlak turystyczny, istnieje jednak ścieżka, prowadząca dnem doliny Príslop. Wychodzi od żółtego szlaku turystycznego łączącego wyloty Doliny Kwaczańskiej i Prosieckiej i prowadzi przez przełęcz między Prosiecznym i Hradkową do zielonego szlaku turystycznego biegnącego grzbietem Prosiecznego.